# Hlubočky
Hlubočky (niem. Hombok) – gmina w Czechach w powiecie Ołomuniec w kraju ołomunieckim nad rzeką Bystřice, lewym dopływem Morawy.
Pierwsza wzmianka o miejscowości pochodzi z roku 1368.
Na terenie gminy znajdują się dwa obszary chronione: park przyrody Údolí Bystřice u Hluboček i rezerwat przyrody Hrubovodské sutě.

## Zabytki
- ruiny zamku Hluboký z XIV wieku
- kościół Boskiego Serca Pana Jezusa

## Części gminy
- Hlubočky
- Hrubá Voda
- Mariánské Údolí
- Posluchov